# Frederik van Werl-Arnsberg
Frederik van Werl-Arnsberg (ca.1075 - 1124), de Strijdbare, was graaf van Arnsberg en een van de leidende edelen in Westfalen.
Na de dood van zijn vader Koenraad en zijn oudste broer Herman — beiden sneuvelden in 1092 in Oost-Friesland — erfde Frederik het graafschap van zijn vader. Door voortdurende strijd was hij tien jaar lang de machtigste edelman in Westfalen. In 1102 viel hij aartsbisschop Frederik I van Schwarzenberg van Keulen aan, die op zijn beurt Arnsberg binnenviel. Uiteindelijk wist Frederik de bisschop te verslaan, maar hij moest een vrede met ongunstige voorwaarden accepteren. 
In de strijd tussen Hendrik IV en zijn zoon Hendrik V koos Frederik de kant van de oude keizer. In 1106 nam hij nog de bisschop van Münster gevangen en leverde die uit aan Hendrik IV. Na de dood van Hendrik IV wachtte Frederik nog tot 1112 totdat hij Hendrik V huldigde als zijn vorst. Twee jaar later (1114) vocht Frederik alweer mee met de opstandige Lotharingse edelen in de slag bij Jülich, tegen Hendrik V. En in 1115 was hij een van de aanvoerders van de Saksen in de slag bij Welfesholz, tegen de keizer. Bij beide veldslagen werd de keizer verslagen en in 1115 werd een vrede bereikt. Frederik sloot een bondgenootschap met de abt van Abdij van Corvey en streed tegen zijn vijanden. Frederik vocht aan de kant van Hendrik V in de oorlog om de opvolging van het bisdom Osnabrück (1120). In de laatste jaren van zijn leven was Frederik vooral een bemiddelaar tussen de keizer en zijn tegenstanders.
Frederik was getrouwd met Adelheid van Limburg (ca. 1090 - 6 februari 1146), dochter van Hendrik I van Limburg (die in 1114/1115 ook tegen Hendrik V vocht). Frederik en Adelheid kregen een dochter: Ida. Zij trouwde met Godfried van Cappenberg (ovl. 27 januari 1127), dit huwelijk bleef kinderloos. In 1129 hertrouwde ze met Godfried I van Cuijk (1100-1167).
Bekende voorouders van Frederik zijn:
- Koenraad van Werl-Arnsberg (ca. 1047 - Broekmerland, 10 juli 1092) en Mathilde van Northeim. Koenrad was aanwezig bij de keizerskroning van Hendrik IV te Rome. Hij is gesneuveld tijdens een poging om zijn grafelijke rechten over Friesland te herstellen.
  - Bernhard van Werl (ca. 1005 - ca. 1070). Graaf van Werl en Friesland. Voogd van Soest (Duitsland), Paderborn (stad), Werden en Liesborn. Bouwheer van het kasteel van Arnsberg.
    - Herman II van Werl

  - Otto I van Northeim en Richenza van Lotharingen (ca. 1030 - ca. 1060)

## Bron
- de Duitstalige Wikipedia